# Francesco Antonio Calegari
Francesco Antonio Calegari (* 1656 in Venedig; † 11. November 1742 ebenda) war ein italienischer Komponist und Musiktheoretiker.

## Leben
Calegari trat als Novize in das Minoritenkloster in Palmanova (Friaul) ein und sollte sich nach dem Willen seiner Ordensoberen mit der Philosophie beschäftigen. Er bevorzugte es stattdessen aber, sich dem Gesang und der Musik zu widmen, und nahm später Kontrapunktunterricht bei Antonio Lotti, dem damals zweiten Organisten an der Basilika San Marco in Venedig.
1700 wurde er dann selbst Kapellmeister an der Basilika San Francesco in Bologna, kehrte aber nach nur einem Jahr schon nach Venedig zurück, wo er in gleicher Position an der Basilika Maria Gloriosa dei Frari seine Tätigkeit aufnahm. 1703 schließlich wechselte er nach Padua an die berühmte und bedeutende Basilika Sant’Antonio, wo er bis 1727 blieb. In dieser Zeit befasste sich Calegari intensiv mit der Musiktheorie, komponierte selbst und war auch als Lehrer tätig. Sein wohl wichtigster Schüler in dieser Zeit war Francesco Antonio Vallotti.

## Wirken
Als Komponist hinterließ Calegari vor allem geistliche Vokalmusik, darunter Messen, Psalmen und Hymnen, die jedoch heute selten aufgeführt werden und teilweise nur in Manuskriptform vorliegen. Darüber hinaus war Calegaris Wirken insbesondere auf dem Gebiet der Musiktheorie bedeutsam, da er unabhängig von Jean-Philippe Rameau und zeitlich wohl noch vor selbigem eine Theorie der Akkordumkehrung entwickelte. Seine eigenen Schriften sowie diejenigen seines Schülers Vallotti entfalten diese Paduanische Klangtheorie, die nach deren Tod allerdings wenig rezipiert worden ist.

## Kompositionen (Auswahl)
- Messe für 4 St., Str. und B.c. per la festa di S. Francesco (1700)
- 2 Kyrie für 4 St., Str. und B.c. (1721, 1736)
- Gloria für 4 St., Trp., Ob., Str. und B.c. (1733)
- »Dixit Dominus« für 4 St., Str. und B.c.
- Miserere für 4 St., Str. und B.c. (1705)
- »Ave regina« für S, Str. und B.c. (1733)
- »Salve, sancte Pater« für 8 St. und B.c. (1739)
- »Pange lingua« für 4 St., Str. und B.c. (1718)
- Te Deum für 8 St. und B.c. (1702)
- Magnificat für 4 St. und B.c. (1728)
- »Verba Christi«. Matthäuspassion für Palmsonntag für S und B.c. (1718)